# Annina Semmelhaack

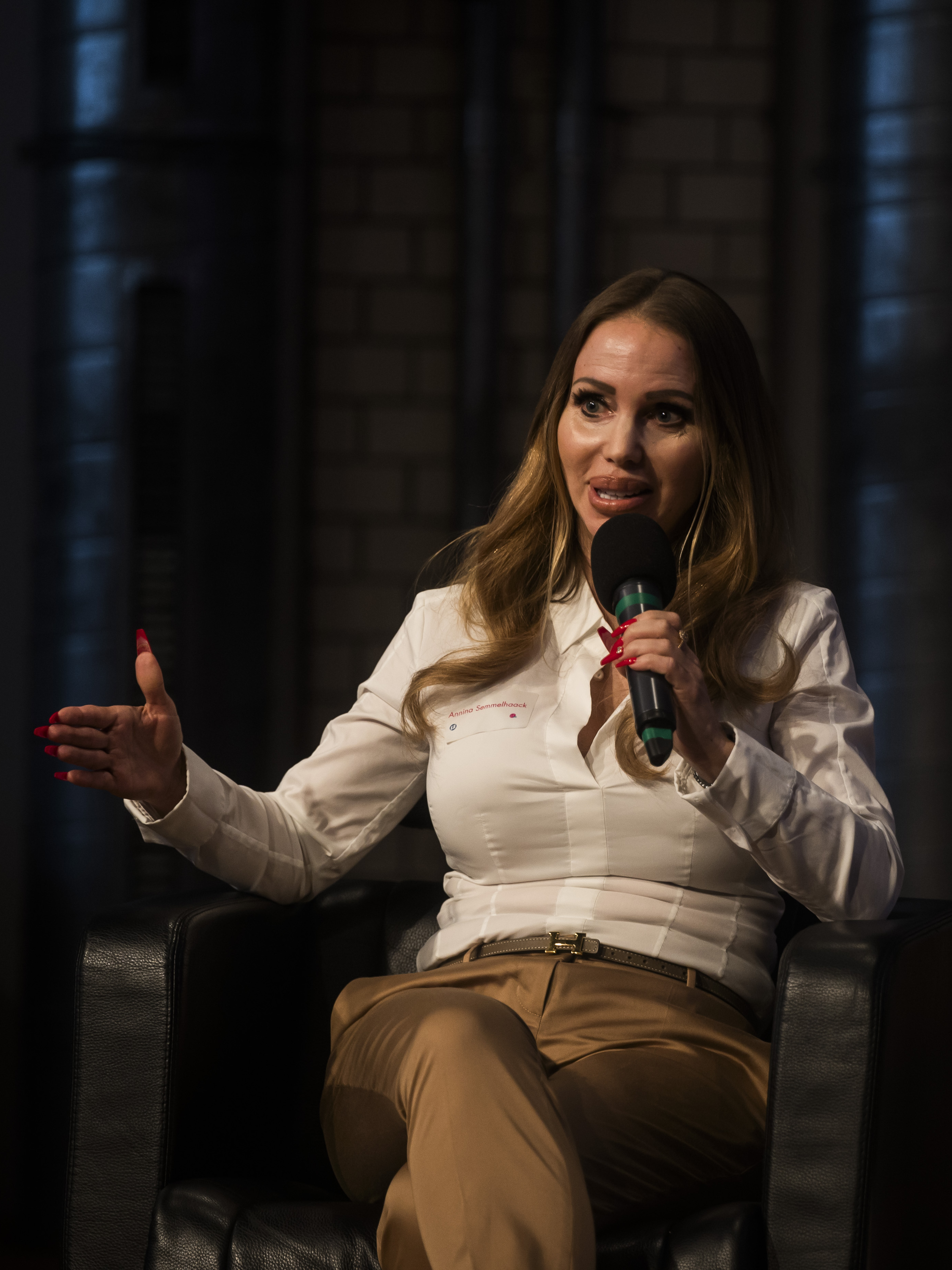
Annina Semmelhaack bei einer Podiumsdiskussion in Berlin (2024)

Annina Semmelhaack (* 22. Dezember 1975, geb. Ucatis in Bremerhaven) ist eine deutsche Geschäftsfrau und ehemalige Moderatorin, Partyschlagersängerin und Pornodarstellerin, die unter den Pseudonymen Annina Ucatis, Annina Hill und Vanity Svenson bekannt wurde. Seit ihrer Heirat im Jahr 2013 trägt sie den Namen Semmelhaack, war in der Geschäftsführung einer Immobilienfirma tätig und gründete später ein eigenes Unternehmen. Bei den Kommunalwahlen in Schleswig-Holstein 2023 wurde sie für die FDP in Elmshorn in die Stadtverordnetenversammlung und in den Kreistag Pinneberg gewählt.

## Leben

### Showbranche
Nach dem Abitur begann Annina Ucatis ein Studium der Wirtschaftswissenschaften, wechselte jedoch später in eine Ausbildung zur Immobilienkauffrau, die sie erfolgreich abschloss. Während dieser Zeit arbeitete sie als Nummerngirl im Fernsehen und nahm an kleineren Fotoshootings teil. 1998 trat sie in der Harald-Schmidt-Show, der Erotiksendung Peep! sowie in Veronas Welt auf. Später ließ sie ihre Brüste auf die Größe 75 G vergrößern. Ucatis moderierte die eigene Internet-Sendung Die Love Show und gemeinsam mit Biggi Bardot die Sendung La Notte auf 9Live. Bekanntheit erlangte sie auch als sogenanntes „Promiluder“, unter anderem durch die Behauptung, eine Ex-Freundin von Oliver Pocher zu sein, was dieser jedoch bestritt. 2008 produzierte sie für RTL II den Beitrag exklusiv – DIE REPORTAGE: Grenzenlos geil! – Deutschlands Sexsüchtige packen aus. Ihre ersten beiden Pornofilme erschienen 2007 bei Videorama, alle weiteren  bei Magmafilm. Auf Beate-Uhse.TV war sie in der Serie Gute Mädchen, böse Mädchen! zu sehen und spielte in einem Musikvideo zum Lied Mer sen de Stross eraf jejange von Willi Herren mit. Zuletzt stand sie bei Blue Movie unter Vertrag, löste diesen jedoch im November 2009 auf und gab ihren Rückzug aus der Pornobranche bekannt.
Von Januar bis April 2009 nahm Ucatis an der neunten Staffel der Fernsehshow Big Brother teil. Kurz danach bekam sie ein eigenes Format namens Anninas Welt für die Big-Brother-Live-Show. Mit ihrer Mitkandidatin Jana Wagenhuber nahm sie die Single Himmel und Hölle auf und trat mit diesem Lied mehrfach in der Diskothek „Oberbayern“ auf Mallorca auf. Im Dezember 2009 zog sie als Gast für eine Woche bei Big Brother auf den Philippinen ein. RTL zählte sie im Rahmen der Sendung Die 10 ... zu den „peinlichsten Möchtegernpromis“.
Im Januar 2010 strahlte RTL II die Doku-Soap Annina und Sascha in Love aus, die das Leben von Annina Ucatis mit ihrem Lebensgefährten, den sie im Big-Brother-Haus kennengelernt hatte, thematisierte. Im Mai 2010 war sie im Musikvideo Sonnenstudio Marion von Jürgen Drews, Manny Marc und Frauenarzt zu sehen.

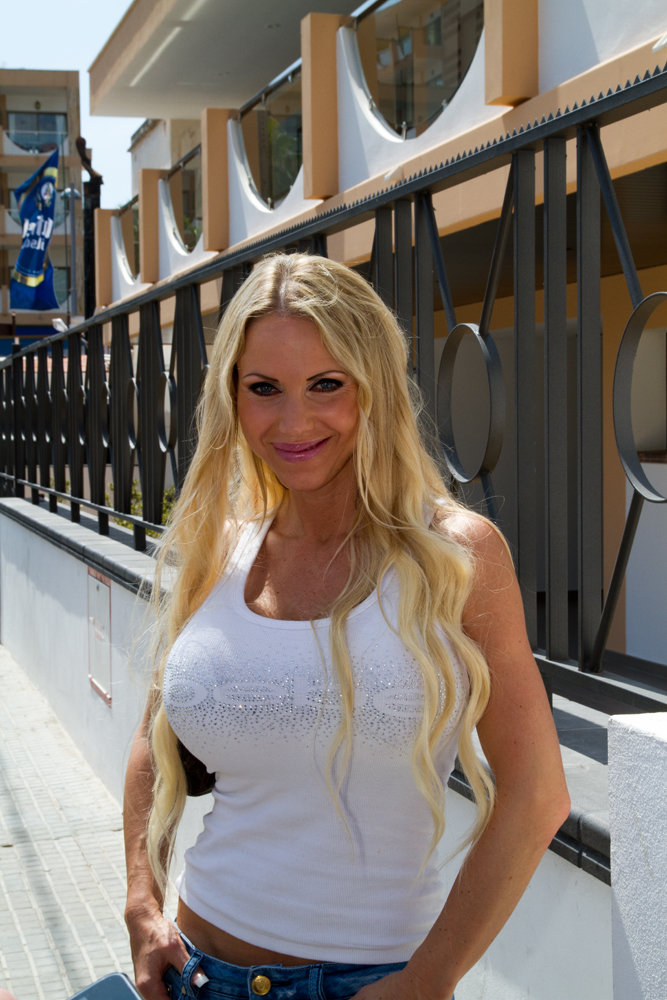
Annina Ucatis 2011

Ab 2010 gehörte sie zeitweise zur Erotik-Veranstaltungsreihe Poppnacht und war regelmäßig Studiogast in der zehnten Big-Brother-Staffel. In der Schweizer Zeitschrift Cherry veröffentlichte Ucatis monatlich eine Sexratgeber-Kolumne. Sie posierte häufig für Erotikzeitschriften und trat als Sängerin in deutschen Kneipen auf Mallorca auf. Im Kinofilm Die Superbullen hatte sie einen Gastauftritt. 2010 war sie in einer Folge der RTL-II-Dokusoap Das Tier in mir zu sehen, die im August ausgestrahlt wurde. Im September 2010 sprach sie in exklusiv – Die Reportage über ihre aktuelle Lebenssituation. Zudem war sie mehrfach Studiogast beim TV-Sender 9Live und regelmäßig bei Live-Events präsent. 
2011 trat Annina Ucatis weiterhin als Stimmungssängerin am Ballermann auf und war mehrfach bei der elften Staffel von Big Brother sowohl im Studio als auch als Hausbesucherin präsent. Zudem nahm sie an der RTL-II-Quizsendung Beat the Blondes teil. Im November desselben Jahres war sie in der VOX-Sendung Das perfekte Promi-Dinner zu sehen. Ab Ende Dezember 2011 trat Ucatis zeitweise in der Pseudo-Doku-Soap mieten, kaufen, wohnen auf VOX auf.
2012 veröffentlichte sie gemeinsam mit Jana Wagenhuber als Duo „Candydolls“ ein Lied zur Fußball-Europameisterschaft und war mit ihr in einer zweiteiligen RTL-Reportage unter dem Titel Annina und Jana – Zwei Glamourgirls auf EM-Trip zu sehen. Im Juni 2012 fungierte Ucatis als Trainerin beim Sexy Soccer Beach-Soccer-Turnier in Berlin. Im November desselben Jahres trat sie zusammen mit ihrer Big-Brother-Mitbewohnerin Jana in der RTL-Show Das Supertalent auf. Im Oktober 2012 war sie Gast in der René Schwuchow Show auf Sport1. 
Anfang 2013 erschien ihre letzte musikalische Veröffentlichung: Gemeinsam mit Klaus Aichholzer und dem Musikproduzenten Niklas Hermes brachte sie die Single I’m too sexy heraus. Im Juni 2013 wurde auf RTL II ihre eigene zweiteilige Sendung Miami heiß – Anninas American Dream ausgestrahlt, die sie auf einer Auslandsreise in die USA begleitete.

### Geschäftsfrau und FDP-Politikerin
2013 heiratete Ucatis in Las Vegas den Unternehmer Theodor Semmelhaack, den sie zuvor bei Dreharbeiten kennengelernt hatte. Anschließend arbeitete sie in der Geschäftsleitung des Unternehmens Semmelhaack Wohnungsunternehmen. 2019 war sie laut Firmen-Website als Leiterin der Geschäftsführung und Projektsteuerung tätig. Ende 2022 schied sie aus der Firma ihres Mannes aus. Schon 2016 gründete sie zudem ihr eigenes Unternehmen Holsteiner Grund & Boden und ist dort für die Geschäftsführung und Projektsteuerung zuständig.
2021 trat sie in die FDP ein. Im Juni 2022 lernte sie den FDP-Politiker Hagen Reinhold während eines Praktikums im Rahmen des Empowerment-Programms der Friedrich-Naumann-Stiftung für die Freiheit in dessen Bundestagsbüro kennen. Im Mai 2025 heiratete sie Hagen Reinhold in Venedig. Ihren Nachnamen behielt sie.
Im Mai 2023 wurde sie im Rahmen der Kommunalwahlen in Schleswig-Holstein in die Stadtverordnetenversammlung der Stadt Elmshorn gewählt, was aufgrund ihrer Vergangenheit mediale Aufmerksamkeit hervorrief. Das errungene Mandat sowie jenes im Kreistag Pinneberg legte sie im September 2024 aus familiären Gründen infolge eines Umzugs nieder.

## Auszeichnungen
- 2008: Eroticline Award – Best Newcomer Germany

## Filmografie

### Serien/TV-Auftritte
- 1998: bei Harald Schmidt
- 2007: Gute Mädchen, böse Mädchen
- 2009: Big Brother Staffel 9
- 2009: Anninas Welt
- 2009: Big Brother (Philippinen, als Gast)
- 2010: Annina & Sascha in Love
- 2010: Das Tier in mir
- 2011: Himmel und Hölle (TV-Kommentar bei Big Brother Staffel 11)
- 2011: Beat the Blondes
- 2011: Das perfekte Promi-Dinner
- 2011: Eins gegen Eins (Generation Silikon – Leben wir unseren Kindern falsche Werte vor?)
- 2011–2012: mieten, kaufen, wohnen (VOX)
- 2012: Der große deutsche IQ-Test 2012 (RTL II)
- 2012: RTL II Special – Das Magazin (RTL II)
- 2012: Annina & Jana – Zwei Glamourgirls auf EM-Trip (RTL II)
- 2012: René Schwuchow Show
- 2013: Miami heiß – Anninas American Dream (RTL II)
- 2023: Nachtcafé (SWR)
- 2025: Kampf der Realitystars – Schiffbruch am Traumstrand (RTL II)

### Filme
- 2007: Das Promiluder
- 2007: Das Promiluder fickt weiter: Pralle Euter und dicke Riemen
- 2008: Annina Superstar
- 2008: Annina’s Sex Talk
- 2008: Fast & Sexy
- 2009: Inside Annina
- 2011: Die Superbullen